# 艳蜂鸟
艳蜂鸟（学名：Amazilis amazilia），是雨燕目蜂鸟科的一种鸟类，是艳蜂鸟属（学名：Amazilis）的唯一一种。
艳蜂鸟体重约4.3克，翼长约61.8毫米，嘴峰长约20.7毫米，喙宽度约2.9毫米，喙厚度约2毫米，跗蹠长约6.5毫米，尾长约37.6毫米。艳蜂鸟在其分布区内为留鸟，其栖息在半开放的灌木丛中，食性为草食性，主要食物来源是植物的花蜜。

## 亚种
- ：分布于厄瓜多尔的太平洋沿岸地区至秘鲁北部。
- ：分布于厄瓜多尔西南部。
- ：分布于厄瓜多尔南部的安第斯山脉地区，曾被视为单独的物种洛加蜂鸟。
- ：分布于秘鲁西北部。
- ：分布于秘鲁西部的沿海地区。
- ：分布于秘鲁西南部山区。[4]